# Arena Națională
Die Arena Națională ist ein Fußballstadion in der rumänischen Hauptstadt Bukarest. Es bietet 55.600 Zuschauern Platz. Im Nationalstadion finden neben den Länderspielen der rumänischen Fußballnationalmannschaft auch  Endspiele des rumänischen Pokals sowie des Supercups statt. Seit März 2015 trägt der FCSB Bukarest alle seine Heimspiele in dem Stadion aus.
Die Arena Națională wurde zwischen 2008 und 2011 auf dem Grund des abgerissenen Nationalstadions Lia-Manoliu-Stadion erbaut. Es ist eine Spielstätte der UEFA-Kategorie 4, der höchsten Klassifikation des Europäischen Fußballverbandes.

## Geschichte
Das deutsche Bauunternehmen Max Bögl und die italienische Baufirma Astaldi waren für den Bau verantwortlich. Die Kosten des Baus von ca. 234 Millionen Euro trugen die Stadt Bukarest und der rumänische Staat. Ursprünglich waren Kosten von 146 Millionen Euro veranschlagt worden. 
Im Januar 2009 wurde das für den 9. Mai 2012 angesetzte Finale der UEFA Europa League 2011/12 nach Bukarest in die neue Arena vergeben.
Der Termin der Fertigstellung wurde mehrmals verschoben: zunächst von April auf Ende Dezember 2010, dann auf Juni 2011. Die offizielle Eröffnung war zunächst für den 10. August 2011 mit einem Länderspiel Rumäniens gegen Argentinien vorgesehen, doch sagte der argentinische Verband dieses Spiel am 29. Juli 2011 kurzfristig ab. Das Stadion wurde somit anlässlich des EM-Qualifikationsspiels am 6. September 2011 gegen Frankreich (0:0) eröffnet.
Am 6. August 2011 konnte das fertiggestellte Stadion von der Öffentlichkeit besichtigt werden. Rund 100.000 Menschen kamen bis in die Nacht hinein, um sich das neue Nationalstadion mit seiner Ausstattung anzuschauen.
Am 9. Mai 2012 fand im Stadion das Endspiel der Europa League 2011/12 statt, in dem Atlético Madrid mit 3:0 gegen Athletic Bilbao siegte. Wegen UEFA-Einschränkungen war die Zuschauerzahl auf 52.347 Besucher begrenzt.
Im Jahr 2015 wurde das Stadion von den Behörden geschlossen, weil das Dach nicht den Brandschutzbestimmungen entsprach. Als Ersatz für die Heimspiele Rumäniens wurden das Stadionul Marin Anastasovici und die Cluj Arena bestimmt.
Am 23. Februar 2021 wurde das Achtelfinalspiel der UEFA Champions League 2020/21 zwischen Atlético Madrid aus Spanien und dem FC Chelsea aus England (0:1) im rumänischen Nationalstadion ausgetragen.

## Technische Ausstattung
Die Arena Națională ist eines von fünf rumänischen Stadien, in denen Spiele der Champions League ausgetragen werden dürfen.
Im Oktober 2009 beschloss die Stadt, das Stadion mit einem faltbaren Zeltdach nach Vorbild des Deutsche Bank Parks in Frankfurt am Main auszustatten. Das Zeltdach besteht aus einer lichtdurchlässigen Membran. Dafür wurden weitere 20 Millionen Euro bereitgestellt. Das Dach hat eine Größe von 9000 m2 und kann innerhalb von 15 Minuten geöffnet oder geschlossen werden.

## Daten zum Stadion
- Kosten: rund 234 Millionen Euro
- Kapazität: 55.600 Plätze
- VIP-Logen: 42
- VIP-Plätze: 3600
- Pressetribüne: 126 Plätze (bei Bedarf auf 548 erweiterbar)
- Toiletten: 360
- Länge des Stadions: 210 m
- Breite des Stadions: 190 m
- Gewicht der Dachkonstruktion: 2000 t
- Verbauter Beton: 100.000 m3

Hinzu kommen unter anderem Restaurants, Räume für Konferenzen und eine Tiefgarage unter dem Stadion mit 200 Plätzen.

## Spiele bei der Fußball-Europameisterschaft 2021
Für die Fußball-Europameisterschaft 2021 wurde die Arena Națională als einer von 12 Spielorten in ganz Europa bestimmt. Bei dem Turnier wurden drei Gruppenspiele und ein Achtelfinale ausgetragen.
|                                                                 |   |                |                                 |
| So., 13. Juni 2021 um 19:00 Uhr (18:00 Uhr MESZ) – Gruppe C     |   |                |                                 |
| Österreich                                                      | – | Nordmazedonien | 3:1 (1:1)                       |
| Do., 17. Juni 2021 um 16:00 Uhr (15:00 Uhr MESZ) – Gruppe C     |   |                |                                 |
| Ukraine                                                         | – | Nordmazedonien | 2:1 (2:0)                       |
| Mo., 21. Juni 2021 um 19:00 Uhr (18:00 Uhr MESZ) – Gruppe C     |   |                |                                 |
| Ukraine                                                         | – | Österreich     | 0:1 (0:1)                       |
| Mo., 28. Juni 2021 um 22:00 Uhr (21:00 Uhr MESZ) – Achtelfinale |   |                |                                 |
| Frankreich                                                      | – | Schweiz        | 3:3 n. V. (3:3, 0:1), 4:5 i. E. |